# Подрхтавање 3: Повратак у Перфекшн
Подрхтавање 3: Повратак у Перфекшн (енгл. Tremors 3: Back to Perfection) амерички је вестерн хорор филм са елементима комедије из 2001. године, редитеља Брента Мадока, са Мајклом Гросом, Шоном Кристијаном, Сузан Чуанг и Шарлот Стјуарт у главним улогама. Представља наставак филма Подрхтавање 2: Нови удар (1996), као и треће остварење у овом филмском серијалу. Већина глумаца из првог дела репризира своје улоге у овом филму.
Продукцијска кућа Јуниверсал пикчерс дистрибуирала је филм директно на видео 1. октобра 2001. Критичари сајта Ротен томејтоуз оценили су га са 80%, док му је публика истог сајта дала оцену од 33%.
Године 2004. снимљен је нови наставак под насловом Подрхтавање 4: Легенда почиње.

## Радња
Прослављени ловац на „грабоиде”, Берт Гамер, враћа се у свој родни град Перфекшн у Невади, по први пут након неколико година. Нова, еволуирана, врста грабоида напада становнике Перфекшна, које он покушава да заштити.

## Улоге
| Глумац          | Улога               |
| --------------- | ------------------- |
| Мајкл Грос      | Берт Гамер          |
| Шон Кристијан   | Џек Сојер           |
| Сузан Чуанг     | Џоди Ченг           |
| Шарлот Стјуарт  | Ненси Стернгуд      |
| Аријана Ричардс | Минди Стернгуд      |
| Тони Џенаро     | Мигел               |
| Бери Ливингстон | др Ендру Мерлис     |
| Џон Папас       | агент Чарли Раск    |
| Роберт Џејн     | Мелвин Плуг         |
| Били Рик        | Бјуфорд             |
| Том Еверет      | агент Френк Статлер |
| Мери Грос       | туристкиња          |